# Ландольфсгаузен
Ландольфсгаузен (нім. Landolfshausen) — сільська громада в Німеччині, розташована в землі Нижня Саксонія. Входить до складу району Геттінген. Складова частина об'єднання громад Радольфсгаузен.
Площа — 16,22 км2. Населення становить 1066 ос. (станом на 31 грудня 2021).

## Галерея

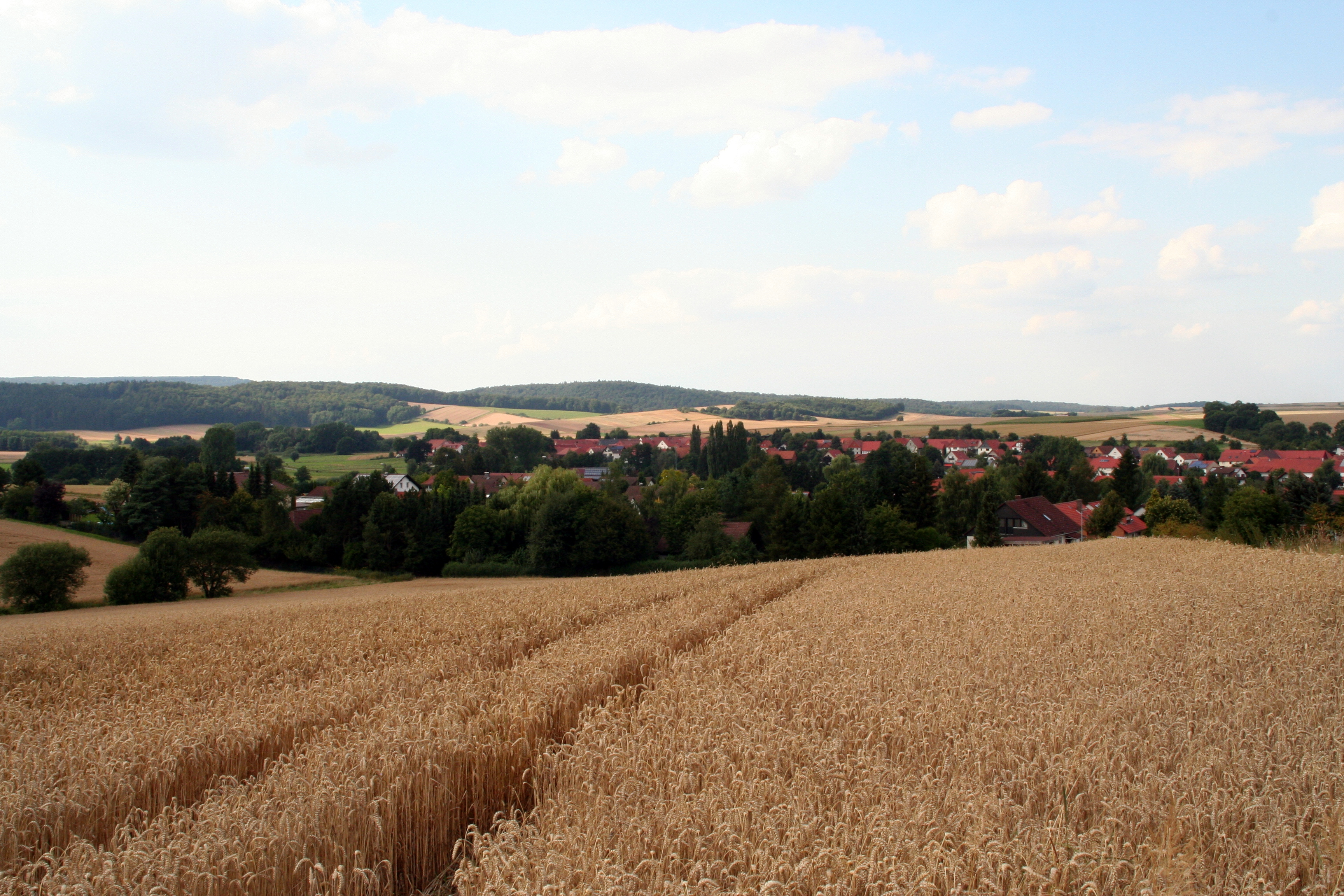